# United Rugby Championship 2024/25
Die United Rugby Championship 2024/25 war die vierte Saison der internationalen Rugby-Union-Meisterschaft United Rugby Championship beziehungsweise die 24. Ausgabe unter Berücksichtigung aller Vorgängermeisterschaften. Sie begann am 20. September 2024 und umfasste 18 Spieltage. Beteiligt waren je vier Teams aus Irland, Südafrika und Wales sowie je zwei Teams aus Italien und Schottland. Die insgesamt 16 Teams waren in vier regionale Gruppen aufgeteilt, in denen sie um separate Trophäen (Shields) spielten. Nach dem letzten Spieltag, der am 17. Mai 2025 endete, traten die acht bestplatzierten Teams der Gesamttabelle gegeneinander an. Das Finale fand am 14. Juni 2025 in Dublin statt; dabei setzte sich Leinster Rugby gegen die Bulls durch und sicherte sich zum neunten Mal den Meistertitel.

## Format
Die Meisterschaft umfasste 18 Runden. Es gab vier regionale Gruppe (pools): Der Irish Shield Pool mit den vier irischen Teams, der Welsh Shield Pool mit den vier walisischen Teams, der South African Shield Pool mit den vier südafrikanischen Teams sowie der Scottish/Italian Shield Pool mit den zwei italienischen und zwei schottischen Teams. Jedes Team bestritt je drei Heim- und Auswärtsspiele gegen seine regionalen Gruppenrivalen. Die restlichen zwölf Spiele wurden in einer Round Robin ausgetragen, bestehend aus gleich vielen Heim- und Auswärtsspielen gegen alle Teams der übrigen Gruppen. Daraus wurde eine Gesamttabelle ermittelt. Die acht besten Teams qualifizierten sich für das Viertelfinale, darauf folgten die Halbfinalspiele und das Finale.
Insgesamt acht Teams qualifizierten sich für den European Rugby Champions Cup der folgenden Saison, während die acht übrigen in den EPCR Challenge Cup einzogen. Alle im Wettbewerb erzielten Punkte wurden in die Rangliste der regionalen Gruppen aufgenommen. Die zu vergebenden Startplätze für den Champions Cup gingen an die bestplatzierten Teams der Gesamttabelle, unabhängig von der Platzierung in der Regionalgruppe.

## Regionalgruppen
In den regionalen Gruppen der regulären Saison waren nur die Begegnungen innerhalb der eigenen Gruppe maßgeblich. Die Gewinner der „Shields“ aller vier Regionalgruppen zogen nicht automatisch in den European Rugby Champions Cup der Folgesaison ein, maßgeblich war die Platzierung in der Gesamttabelle.

### Irland
|    | Team           | Spiele | Siege | Unent. | Ndlg. | Spiel- punkte | Diff. | Bonus- punkte | Tabellen- punkte |
| -- | -------------- | ------ | ----- | ------ | ----- | ------------- | ----- | ------------- | ---------------- |
| 1. | Leinster Rugby | 6      | 6     | 0      | 0     | 175:80        | + 95  | 5             | 29               |
| 2. | Munster Rugby  | 6      | 4     | 0      | 2     | 144:150       | − 6   | 4             | 20               |
| 3. | Ulster Rugby   | 6      | 2     | 0      | 4     | 125:162       | − 37  | 3             | 11               |
| 4. | Connacht Rugby | 6      | 0     | 0      | 6     | 115:167       | − 52  | 6             | 6                |

### Schottland / Italien
|    | Team                   | Spiele | Siege | Unent. | Ndlg. | Spiel- punkte | Diff. | Bonus- punkte | Tabellen- punkte |
| -- | ---------------------- | ------ | ----- | ------ | ----- | ------------- | ----- | ------------- | ---------------- |
| 1. | Glasgow Warriors       | 6      | 4     | 0      | 2     | 136:76        | + 60  | 4             | 20               |
| 2. | Benetton Rugby Treviso | 6      | 4     | 0      | 2     | 132:139       | − 7   | 3             | 19               |
| 3. | Edinburgh Rugby        | 6      | 2     | 1      | 3     | 134:141       | − 7   | 3             | 13               |
| 4. | Zebre Parma            | 6      | 1     | 1      | 4     | 88:124        | − 36  | 1             | 7                |

### Südafrika
|    | Team     | Spiele | Siege | Unent. | Ndlg. | Spiel- punkte | Diff. | Bonus- punkte | Tabellen- punkte |
| -- | -------- | ------ | ----- | ------ | ----- | ------------- | ----- | ------------- | ---------------- |
| 1. | Sharks   | 6      | 4     | 0      | 2     | 129:135       | − 6   | 3             | 19               |
| 2. | Stormers | 6      | 3     | 0      | 3     | 142:130       | + 12  | 6             | 18               |
| 3. | Bulls    | 6      | 3     | 0      | 3     | 151:141       | + 10  | 5             | 17               |
| 4. | Lions    | 6      | 2     | 0      | 4     | 141:157       | − 16  | 2             | 10               |

### Wales
|    | Team          | Spiele | Siege | Unent. | Ndlg. | Spiel- punkte | Diff. | Bonus- punkte | Tabellen- punkte |
| -- | ------------- | ------ | ----- | ------ | ----- | ------------- | ----- | ------------- | ---------------- |
| 1. | Cardiff Rugby | 6      | 4     | 1      | 1     | 147:117       | + 30  | 5             | 23               |
| 2. | Scarlets      | 6      | 4     | 0      | 2     | 163:126       | + 37  | 4             | 20               |
| 3. | Ospreys       | 6      | 2     | 1      | 3     | 155:156       | − 1   | 2             | 12               |
| 4. | Dragons RFC   | 6      | 1     | 0      | 5     | 130:196       | − 66  | 1             | 5                |

## Hauptsaison

### Gesamttabelle
Die Gesamttabelle diente dazu, jene Teams zu ermitteln, die sich für die Play-offs qualifizieren. Die acht bestplatzierten am Ende der regulären Saison qualifizierten sich für das Viertelfinale, wobei sie in der Reihenfolge des Abschlusses der regulären Saison gesetzt wurden.

M = Amtierender Meister
|     | Team                   | Spiele | Siege | Unent. | Ndlg. | Spiel- punkte | Diff. | Bonus- punkte | Tabellen- punkte |
| --- | ---------------------- | ------ | ----- | ------ | ----- | ------------- | ----- | ------------- | ---------------- |
| 01. | Leinster Rugby         | 18     | 16    | 0      | 2     | 542:256       | + 286 | 12            | 76               |
| 02. | Bulls                  | 18     | 14    | 0      | 4     | 542:361       | + 181 | 12            | 68               |
| 03. | Sharks                 | 18     | 13    | 0      | 5     | 436:402       | + 34  | 10            | 62               |
| 04. | Glasgow Warriors (M)   | 18     | 11    | 0      | 7     | 468:327       | + 141 | 15            | 59               |
| 05. | Stormers               | 18     | 10    | 0      | 8     | 507:418       | + 89  | 15            | 55               |
| 06. | Munster Rugby          | 18     | 9     | 0      | 9     | 444:429       | + 15  | 15            | 51               |
| 07. | Edinburgh Rugby        | 18     | 8     | 1      | 9     | 471:407       | + 64  | 15            | 49               |
| 08. | Scarlets               | 18     | 9     | 1      | 8     | 427:382       | + 45  | 10            | 48               |
| 09. | Cardiff Rugby          | 18     | 8     | 1      | 9     | 409:477       | − 68  | 13            | 47               |
| 10. | Benetton Rugby Treviso | 18     | 9     | 1      | 8     | 393:478       | − 85  | 8             | 46               |
| 11. | Lions                  | 18     | 8     | 0      | 10    | 402:440       | − 38  | 6             | 40               |
| 12. | Ospreys                | 18     | 7     | 1      | 10    | 437:454       | − 17  | 10            | 40               |
| 13. | Connacht Rugby         | 18     | 6     | 0      | 12    | 420:472       | − 52  | 15            | 39               |
| 14. | Ulster Rugby           | 18     | 3     | 0      | 15    | 414:506       | − 92  | 8             | 38               |
| 15. | Zebre Parma            | 18     | 5     | 1      | 12    | 302:503       | − 201 | 7             | 29               |
| 16. | Dragons RFC            | 18     | 1     | 0      | 17    | 335:637       | − 302 | 5             | 9                |

Die Punkte wurden wie folgt verteilt:
- 4 Punkte bei einem Sieg
- 2 Punkte bei einem Unentschieden
- 0 Punkte bei einer Niederlage (vor möglichen Bonuspunkten)
- 1 Bonuspunkt für vier oder mehr Versuche, unabhängig vom Endstand
- 1 Bonuspunkt bei einer Niederlage mit sieben oder weniger Punkten Unterschied

### Ergebnisse
Die Kreuztabelle stellt die Ergebnisse aller Spiele dieser Saison dar. Die Heimmannschaft ist in der linken Spalte, die Gastmannschaft in der obersten Zeile aufgelistet.
| 2024/25                | BEN   | BUL   | CAR   | CON   | DRA   | EDI   | GLA   | LEI   | LIO   | MUN   | OSP   | SCA   | SHA   | STO   | ULS   | ZEB   |
| ---------------------- | ----- | ----- | ----- | ----- | ----- | ----- | ----- | ----- | ----- | ----- | ----- | ----- | ----- | ----- | ----- | ----- |
| Benetton Rugby Treviso | –     | 15:17 | 20:19 |       |       | 21:18 | 33:7  | 5:35  |       |       |       | 20:20 | 38:10 |       | 34:19 | 11:10 |
| Bulls                  |       | –     | 45:21 |       | 55:15 | 22:16 |       | 21:20 | 31:19 |       |       |       | 19:29 | 16:19 | 47:21 | 63:24 |
| Cardiff Rugby          |       |       | –     |       | 31:23 |       | 36:52 |       | 20:17 | 26:21 | 13:13 | 19:25 | 22:42 |       | 21:19 | 22:17 |
| Connacht Rugby         | 38:30 | 14:28 | 24:19 | –     | 31:7  | 21:31 |       | 12:33 |       | 24:30 |       |       | 36:30 |       | 7:17  |       |
| Dragons RFC            | 21:31 |       | 22:24 |       | –     |       | 20:45 |       | 19:23 | 19:38 | 23:21 | 23:31 | 30:33 |       | 30:34 |       |
| Edinburgh Rugby        | 50:33 |       | 27:8  |       | 38:5  | –     | 10:7  | 31:33 |       |       |       |       | 17:18 | 38:7  | 47:17 | 17:22 |
| Glasgow Warriors       | 42:10 | 19:26 |       | 22:19 |       | 33:14 | –     |       | 42:0  | 28:25 | 31:32 | 17:15 |       |       |       | 33:3  |
| Leinster Rugby         |       |       | 42:24 | 20:12 | 34:6  |       | 13:5  | –     | 24:6  | 26:12 |       |       |       | 36:12 | 41:17 | 72:5  |
| Lions                  | 31:42 | 22:35 |       | 26:7  |       | 55:21 |       |       | –     |       | 29:28 | 19:32 | 38:14 | 30:23 | 35:22 |       |
| Munster Rugby          | 30:21 | 13:16 |       | 35:33 |       | 28:34 |       | 7:28  | 17:10 | –     | 23:0  | 29:8  |       |       | 38:20 |       |
| Ospreys                | 43:0  | 19:29 | 19:36 | 43:40 | 57:24 | 22:13 |       | 19:22 |       |       | –     | 23:22 |       | 37:24 |       |       |
| Scarlets               |       | 23:22 | 15:24 | 23:24 | 32:15 | 30:24 |       | 35:22 |       |       | 38:22 | –     |       | 17:29 |       | 30:18 |
| Sharks                 |       | 20:17 |       |       |       |       | 28:24 | 7:10  | 25:22 | 41:24 | 29:10 | 12:3  | –     | 21:15 |       | 35:34 |
| Stormers               | 54:5  | 32:33 | 34:24 | 34:29 | 48:12 |       | 17:28 |       | 29:10 | 34:19 |       |       | 24:20 | –     |       |       |
| Ulster Rugby           |       |       |       | 32:27 |       |       | 20:19 | 20:27 |       | 19:22 | 36:12 | 30:28 | 19:22 | 38:34 | –     | 14:15 |
| Zebre Parma            | 12:24 |       |       | 12:22 | 31:21 | 25:25 | 6:14  |       | 9:10  | 42:33 | 22:17 |       |       | 5:36  |       | –     |

## Play-offs

### Viertelfinale
| 30. Mai 2025 19:35 WESZ | Glasgow Warriors | 36 : 18         | Stormers | Scotstoun Stadium, Glasgow Zuschauer: 6.867 Schiedsrichter: Andrew Brace (Irland) |
| 30. Mai 2025 19:35 WESZ | Versuche: Darge 10. erh. Rowe (2) 15. erh., 46. erh. Venter 28. n.erh. Horne 52. erh. Erhöhungen: Horne (4/5) Straftritte: Horne (1/1) 56. | (19:13) Bericht | Versuche: Senatla (2) 26. erh., 43. n.erh. Erhöhungen: Feinberg-Mngomezulu (1/2) Straftritte: Feinberg-Mngomezulu (2/2) 7., 19. | Scotstoun Stadium, Glasgow Zuschauer: 6.867 Schiedsrichter: Andrew Brace (Irland) |

| 31. Mai 2025 12:30 SAST | Bulls | 42 : 33         | Edinburgh Rugby | Loftus Versfeld Stadium, Pretoria Zuschauer: 20.056 Schiedsrichter: Adam Jones (Wales) |
| 31. Mai 2025 12:30 SAST | Versuche: Hanekom 19. n.erh. Kriel 32. n.erh. Vorster 37. n.erh. Moodie 43. erh. Johannes 47. erh. Nortjé 52. erh. Erhöhungen: Johannes (3/5) Straftritte: Johannes (2/2) 11., 62. | (18:21) Bericht | Versuche: Goosen (2) 5. erh., 64. n.erh. Thompson (2) 14. erh., 29. erh. Ashman 59. erh. Erhöhungen: Thompson (4/5) | Loftus Versfeld Stadium, Pretoria Zuschauer: 20.056 Schiedsrichter: Adam Jones (Wales) |

| 31. Mai 2025 15:00 WESZ | Leinster Rugby | 33 : 21        | Scarlets                                                                                           | Aviva Stadium, Dublin Zuschauer: 12.879 Schiedsrichter: Andrew McMenemy (Schottland) |
| 31. Mai 2025 15:00 WESZ | Versuche: Lowe 5. n.erh. Gibson-Park 10. erh. Osborne 46. erh. Keenan 60. n.erh. Erhöhungen: Prendergast (2/4) Straftritte: Prendergast (3/3) 36., 66., 74. | (15:7) Bericht | Versuche: Rogers 20. erh. Murray 41. erh. Williams 71. erh. Erhöhungen: Costelow (2/2) Lloyd (1/1) | Aviva Stadium, Dublin Zuschauer: 12.879 Schiedsrichter: Andrew McMenemy (Schottland) |

| 31. Mai 2025 17:30 SAST | Sharks | 24 : 24 n. V.        | Munster Rugby | Kings Park Stadium, Durban Zuschauer: 22.247 Schiedsrichter: Mike Adamson (Schottland) |
| 31. Mai 2025 17:30 SAST | Versuche: Hooker 46. erh. Fassi 68. erh. Mbatha 73. erh. Erhöhungen: Hendrikse (3/3) Straftritte: Hendrikse (1/2) 55. | (0:7, 24:24) Bericht | Versuche: Nash 10. erh. Wycherley 57. erh. Kilgallen 61. erh. Erhöhungen: Crowley (3/3) Straftritte: Murray (1/1) | Kings Park Stadium, Durban Zuschauer: 22.247 Schiedsrichter: Mike Adamson (Schottland) |

Die Sharks setzten sich im abschließenden Penaltyschießen mit 6:4 durch.

### Halbfinale
| 7. Juni 2025 15:45 WESZ | Leinster Rugby | 37 : 19        | Glasgow Warriors                                                                     | Aviva Stadium, Dublin Zuschauer: 19.762 Schiedsrichter: Andrea Piardi (Italien) |
| 7. Juni 2025 15:45 WESZ | Versuche: Sheehan (2) 3. erh., 41. n.erh. Osborne (2) 28. n.erh., 54. erh. Clarkson 33. n.erh. Frawley 58. erh. Erhöhungen: Prendergast (2/6) Straftritte: Prendergast (1/2) 23. | (20:5) Bericht | Versuche: Horne 5. n.erh. Dobie 72. erh. Tuipulotu 79. erh. Erhöhungen: Jordan (2/2) | Aviva Stadium, Dublin Zuschauer: 19.762 Schiedsrichter: Andrea Piardi (Italien) |

| 7. Juni 2025 18:15 SAST | Munster Rugby | 25 : 13        | Ospreys                                                                       | Loftus Versfeld Stadium, Pretoria Zuschauer: 47.214 Schiedsrichter: Andrew Brace (Irland) |
| 7. Juni 2025 18:15 SAST | Versuche: de Klerk 8. erh. Moodie 22. n.erh. Kriel 67. erh. Erhöhungen: Goosen (1/2) Johannes (1/1) Straftritte: Goosen (1/1) 36. Johannes (1/2) 57. | (14:3) Bericht | Versuche: Mapimpi 45. n.erh. Hooker 53. erh. Straftritte: Hendrikse (1/3) 27. | Loftus Versfeld Stadium, Pretoria Zuschauer: 47.214 Schiedsrichter: Andrew Brace (Irland) |

### Finale
| 7. Juni 2024 19:35 WESZ | Leinster Rugby | 32 : 7         | Bulls                                                     | Croke Park, Dublin Zuschauer: 46.127 Schiedsrichter: Andrea Piardi (Italien) |
| 7. Juni 2024 19:35 WESZ | Versuche: Conan 6. erh. Barrett 14. erh. van der Flier 23. n.erh. Gunne 73. erh. Erhöhungen: Prendergast (2/3) Byrne (1/1) Straftritte: Prendergast (2/3) 45., 68. | (19:0) Bericht | Versuche: van der Merwe 51. erh. Erhöhungen: Goosen (1/1) | Croke Park, Dublin Zuschauer: 46.127 Schiedsrichter: Andrea Piardi (Italien) |

| 15                 | Jimmy O’Brien      |     |
| 14                 | Tommy O’Brien      |     |
| 13                 | Garry Ringrose     | 75. |
| 12                 | Jordie Barrett     |     |
| 11                 | James Lowe         |     |
| 10                 | Sam Prendergast    | 69. |
| 09                 | Luke McGrath       | 69. |
| 08                 | Jack Conan         | 75. |
| 07                 | Josh van der Flier |     |
| 06                 | Ryan Baird         |     |
| 05                 | James Ryan         | 43. |
| 04                 | Joe McCarthy       |     |
| 03                 | Thomas Clarkson    | 56. |
| 02                 | Dan Sheehan        | 56. |
| 01                 | Andrew Porter      | 75. |
| Auswechselspieler: |                    |     |
| 16                 | Rónan Kelleher     | 56. |
| 17                 | Jack Boyle         | 75. |
| 18                 | Rabah Slimani      | 56. |
| 19                 | RG Snyman          | 43. |
| 20                 | Max Deegan         | 75. |
| 21                 | Fintan Gunne       | 69. |
| 22                 | Ross Byrne         | 69. |
| 23                 | James Osborne      | 75. |
| Trainer:           |                    |     |
| Leo Cullan         |                    |     |

| 15                 | Willie le Roux      |     |
| 14                 | Canan Moodie        |     |
| 13                 | David Kriel         |     |
| 12                 | Harold Vorster      |     |
| 11                 | Sebastian de Klerk  | 65. |
| 10                 | Johan Goosen        | 69. |
| 09                 | Embrose Papier      | 72. |
| 08                 | Marcell Coetzee     | 65. |
| 07                 | Ruan Nortjé         |     |
| 06                 | Marco van Staden    |     |
| 05                 | JF van Heerden      |     |
| 04                 | Cobus Wiese         | 37. |
| 03                 | Wilco Louw          | 65. |
| 02                 | Johan Grobbelaar    | 45. |
| 01                 | Jan-hendrik Wessels | 52. |
| Auswechselspieler: |                     |     |
| 16                 | Akker van der Merwe | 45. |
| 17                 | Alulutho Tshakweni  | 52. |
| 18                 | Mornay Smith        | 65. |
| 19                 | Jannes Kirsten      | 37. |
| 20                 | Nizaam Carr         | 65. |
| 21                 | Zak Burger          | 72. |
| 22                 | Keagan Johannes     | 69. |
| 23                 | Devon Williams      | 65. |
| Trainer:           |                     |     |
| Jake White         |                     |     |

## Statistik
Quelle: United Rugby Championship

### Meiste erzielte Versuche
|    | Name          | Verein           | Versuche |
| -- | ------------- | ---------------- | -------- |
| 1. | Tom Farrell   | Munster Rugby    | 6        |
| 1. | George Horne  | Glasgow Warriors | 6        |
| 1. | Harri Millard | Cardiff Rugby    | 6        |
| 1. | Canan Moodie  | Bulls            | 6        |
| 1. | Blair Murray  | Scarlets         | 6        |
| 1. | Leolin Zas    | Stormers         | 6        |

### Meiste erzielte Punkte
|    | Name                      | Verein          | Punkte |
| -- | ------------------------- | --------------- | ------ |
| 1. | Ross Thompson             | Edinburgh Rugby | 128    |
| 2. | Ioan Lloyd                | Scarlets        | 126    |
| 3. | Jordan Hendrikse          | Sharks          | 121    |
| 4. | Dan Edwards               | Ospreys         | 120    |
| 5. | Sacha Feinberg-Mngomezulu | Stormers        | 98     |